# Eleutherobia flava
Eleutherobia flava är en korallart som först beskrevs av Nutting 1912.  Eleutherobia flava ingår i släktet Eleutherobia och familjen läderkoraller. Inga underarter finns listade i Catalogue of Life.